# Kelvin Felix
Kelvin Edward Felix (15 tháng 2 năm 1933  –  30 tháng 5 năm 2024) là một Hồng y phục vụ tại Saint Lucia gốc Dominica của Giáo hội Công giáo Rôma. Ông là hồng y đầu tiên và duy nhất của đất nước Saint Lucia, và cũng là Hồng y đầu tiên trên thế giới đến từ một đất nước vùng Caribê sử dụng ngôn ngữ chính là tiếng Anh. Hồng y Felix từng đảm nhận vai trò Tổng giám mục đô thành Tổng giáo phận Castries trong suốt hơn một phần tư thế kỉ từ năm 1981 đến năm 2008. Ông cũng từng đảm nhận vai trò khác là Chủ tịch Liên Hội đồng Giám mục Vùng Antilles trong sáu năm từ năm 1991 đến năm 1997.
Ở tuổi 81, sau khi từ nhiệm được sáu năm, Tổng giám mục Kelvin Felix bất ngờ có tên trong danh sách các Tân hồng y của Giáo hội Công giáo Rôma, được chọn bởi Giáo hoàng Phanxicô năm 2014. Tân Hồng y khi đó đã trên 80 tuổi nên không có quyền bầu chọn giáo hoàng.
Ông qua đời ở tuổi 91 tại Castries vào ngày 30 tháng 5 năm 2024.

## Thân thế và tu học
Hồng y Kelvin Felix sinh ngày 15 tháng 2 năm 1933 tại Roseau, Dominica. Ông là một trong số chín người con của Thiếu tá Edward Mosley Felix, Trưởng phòng Cảnh sát Dominica và vợ ông, bà Melanie Cadette.
Thời kì tiểu học của ông gắn liền với trường Roseau Boys và sau đó tiếp tục con đường học vấn của mình bằng việc học trung học tại Trường Trung học Phổ thông Dominica. Trong những năm học phổ thông, chàng trai trẻ Felix rất nổi bật trong các môn thể thao, đặc biệt là môn cricket, bóng đá và đạt được kết quả xuất sắc trong các giải đấu dành cho thanh thiếu niên. Việc tu trì của ông bắt đầu bằng việc ông học về chức linh mục tại chủng viện khu vực St. John Vianney ở Trinidad.

## Linh mục
Sau quá trình tu học dài hạn theo quy định của Giáo luật, ngày 8 tháng 4 năm 1956, Phó tế Felix, 23 tuổi, tiến đến việc được truyền chức linh mục. Ông là linh mục giáo phận đầu tiên và là linh mục Công giáo đầu tiên được truyền chức ở Dominica.
Sau khi được truyền chức linh mục, Felix tiếp tục các khóa học khác và nhận Văn bằng Giáo dục Người Trưởng thành từ Đại học Nova Scotia năm 1963, sau đó tiếp tục học và nhận bằng Thạc sỹ của Đại học Notre Dame ở Indiana với chuyên ngành Xã hội học và Nhân học. Chưa dừng lại, năm 1970 ông còn hoàn thành các nghiên cứu sau đại học về Xã hội học tại Đại học Bradford ở Yorkshire, Anh. Trong khi ở Anh, ông đã nỗ lực rất nhiều trong việc giúp đỡ cộng đồng nhập cư người Dominica. Ông sáng lập Liên minh tín dụng Bradford nhằm giải quyết các vấn đề xã hội và kinh tế của người nhập cư Antillean ở Anh đã giành được nhiều giải thưởng trong nhiều năm qua và vẫn đang phát đạt.
Sau khi hoàn tất việc học với nhiều văn bằng khác nhau, ông trở lại thực hiện các nhiêm vụ của một linh mục: Ông là giáo sư chủng viện khu vực St. John Vianney và các vị tử đạo ở Uganda, Trinidad và ngoài ra còn đóng vai trò là giảng viên tại Đại học West Indies, St. Augustine Campus. Trong vòng bốn năm từ năm 1972 đến năm 1975, ông kiêm nhiệm vai trò Chưởng ấn Học viện Thánh Maria.

## Tổng giám mục
Sau 25 năm thi hành các công việc mục vụ trên cương vị là một linh mục, ngày 17 tháng 7 năm 1981, Tòa Thánh loan báo tin Giáo hoàng đã quyết định tuyển chọn linh mục Kelvin Felix gia nhập hàng ngũ các Giám mục Công giáo trên toàn thế giới, với vị trí được sắp xếp là Tổng giám mục đô thành Tổng giáo phận Castries. Lễ tấn phong cho vị tân Tổng giám mục được tổ chức cách trọng thể sau đó vào ngày 5 tháng 10, với phần nghi thức truyền chức trọng thể được cử hành bởi ba vị giáo sĩ cấp cao: Chủ phong là Tổng giám mục Paul Fouad Naïm Tabet, Sứ thần Tòa Thánh vùng Antilles và hai vị còn lại, với vai trò phụ phong, gồm Tổng giám mục Gordon Anthony Pantin, C.S.Sp, Tổng giáo phận đô thành Tổng giáo phận Port of Spain, Trinidad và Tobago và Tổng giám mục Samuel Emmanuel Carter, S.J, Tổng giám mục đô thành Tổng giáo phận Kingston in Jamaica. Tân giám mục chọn cho mình khẩu hiệu:Ut omnes ut unum sint
Ngoài chức danh Tổng giám mục, ông còn tích cực kiêm nhiệm nhiều vai trò khác như Phó Tổng Thư ký Hội nghị các Giáo hội Vùng Caribê từ năm 1981 đến năm 1986, sau đó thì kiêm nhiệm thêm vai trò Chủ tịch Liên Hội đồng Giám mục Vùng Antilles từ năm 1991 đến năm 1997. Song song với các nhiệm vụ trên, ông còn là thành viên nhiều ủy ban khác nhau của Tòa Thánh: Hội đồng Giáo hoàng về Cuộc sống Gia đình, Vox Clara, Hội đồng Giáo hoàng về Đối thoại Liên tôn và Công đồng cho châu Mỹ.
Năm 2004, Tổng giám mục Felix bị tấn công bằng dao ngay bên ngoài nhà thờ của mình, khiến ông bị một vết thương nhẹ tại vị trí cổ họng, nhưng không gây nguy hiểm đến tính mạng vì con dao bị chặn lại với cổ áo giáo sĩ.
Sau 27 năm trên cương vị Tổng giám mục, ông đã đệ nộp đơn từ nhiệm lên Tòa Thánh và đã được chấp thuận vào ngày 15 tháng 2 năm 2008, tức vào đúng sinh nhật thứ 75 của ông. Sau khi từ nhiệm, ông trở về nơi ông sinh ra là Dominica và làm linh mục giáo xứ Grandbay và sau đó đến Soufriere, nơi ông vẫn cư trú và giúp đỡ hoạt động.

### Ghi nhận
Ông đã được trao học vị Tiến sĩ Luật danh dự của Đại học Francis Xavier ở Nova Scotia năm 1986. Hồng y Felix được ghi nhận các đóng góp của mình bằng cách được trao các huân chương: Huân chương Đế quốc Anh (OBE) năm 1992, Huân chương danh dự của Đôminica, là huân chương cai quý nhất quốc gia này vào năm 1999 và Huân chương danh dự của Saint Lucia vào năm 2002.

## Hồng y
Qua Công nghị Hồng y 2014 được cử hành vào ngày 22 tháng 2 năm 2014, Giáo hoàng Phanxicô đã vinh thăng tước vị danh dự Hồng y cho nguyên Tổng giám mục Castries Kelvin Edward Felix. Tân hồng y được chỉ định ở đẳng Hồng y Đẳng linh mục và nhà thờ Hiệu tòa Santa Maria della Salute a Primavalle. Tân Hồng y sau đó cũng nhanh chóng đến nhận nhà thờ hiệu tòa của mình vào ngày 31 tháng 5 sau đó.